# Llista de peixos del Níger

Localització del Níger a l'Àfrica Occidental

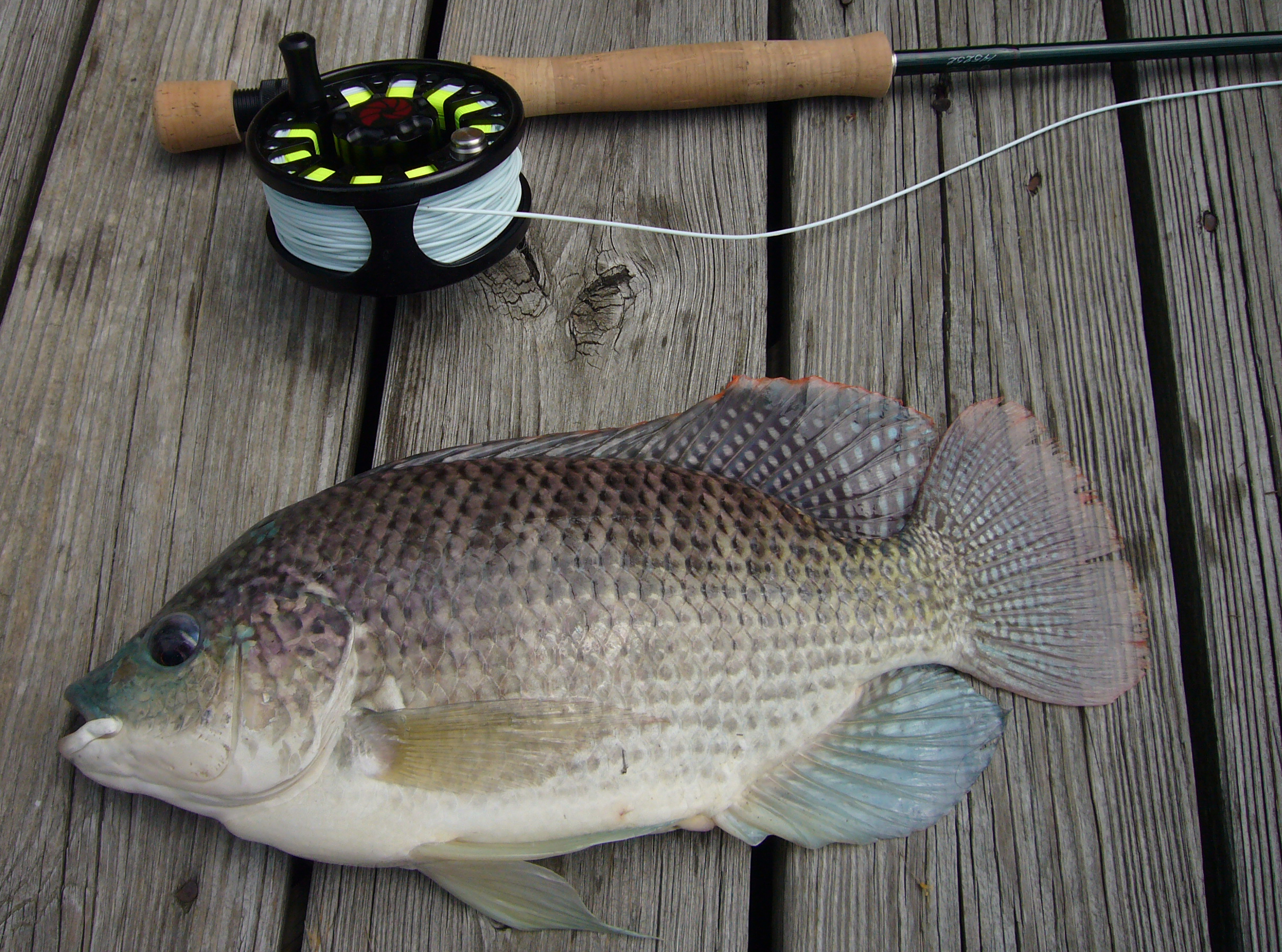
Oreochromis aureus

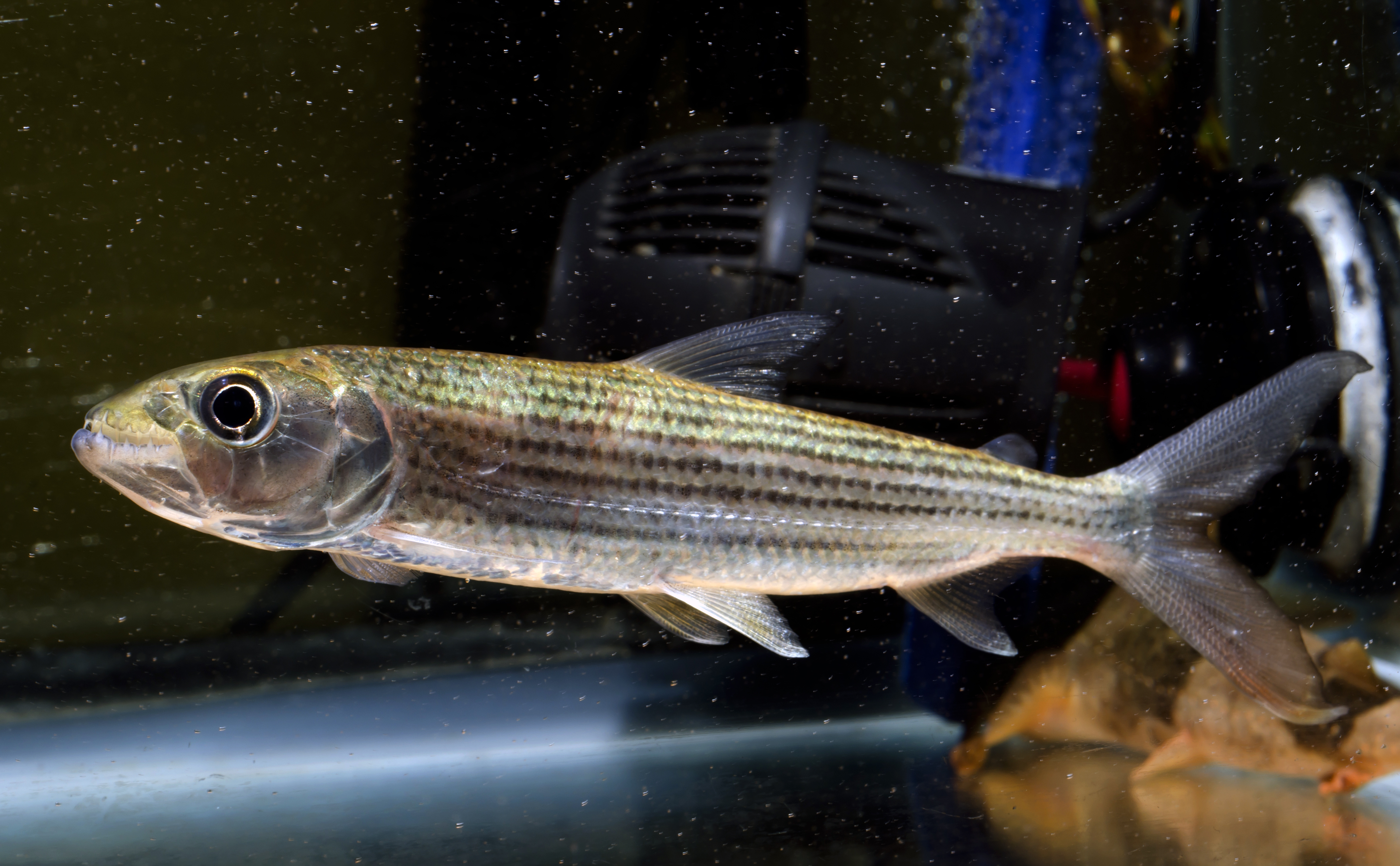
Hydrocynus brevis

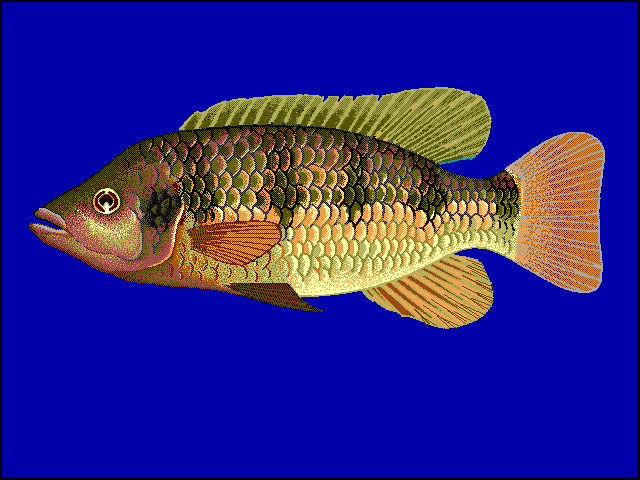
Hemichromis fasciatus

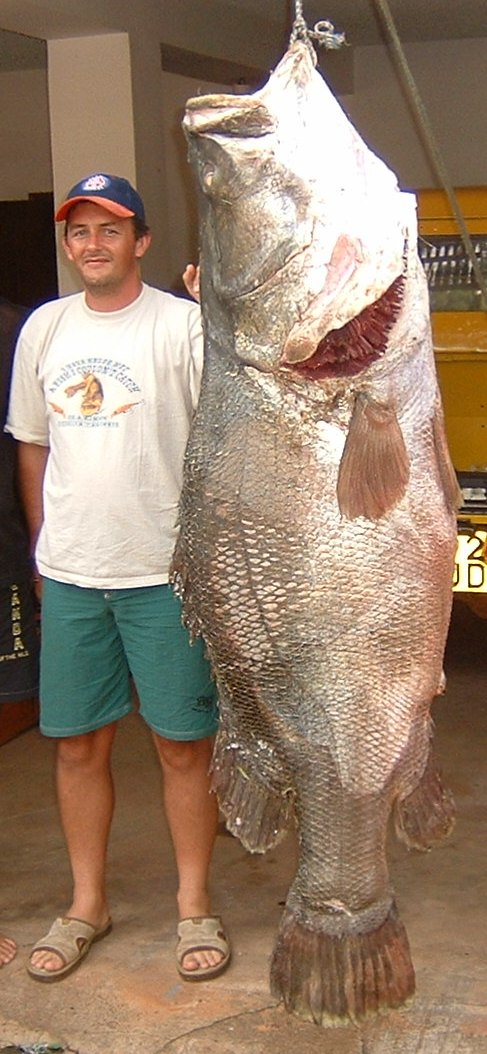
Perca del Nil (Lates niloticus)

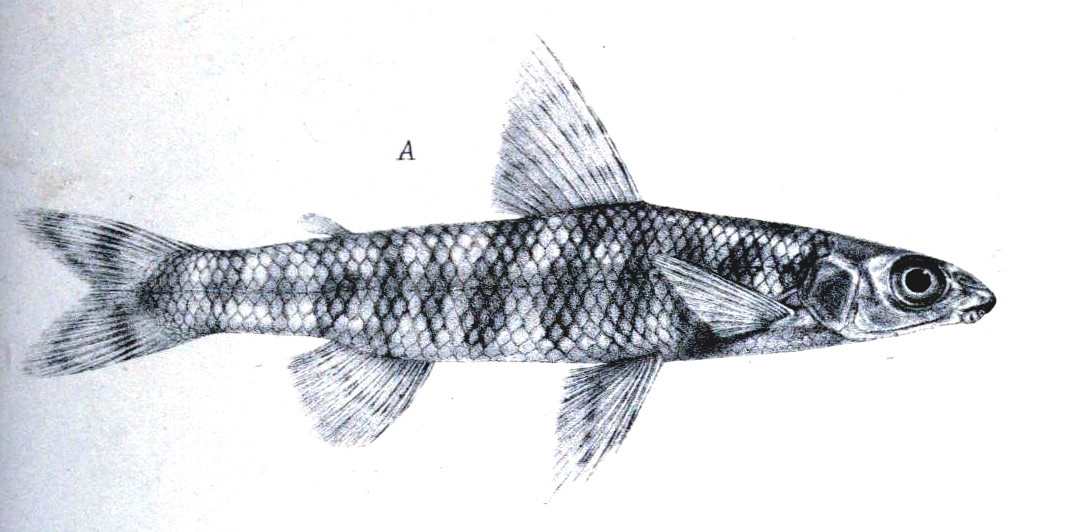
Nannocharax fasciatus

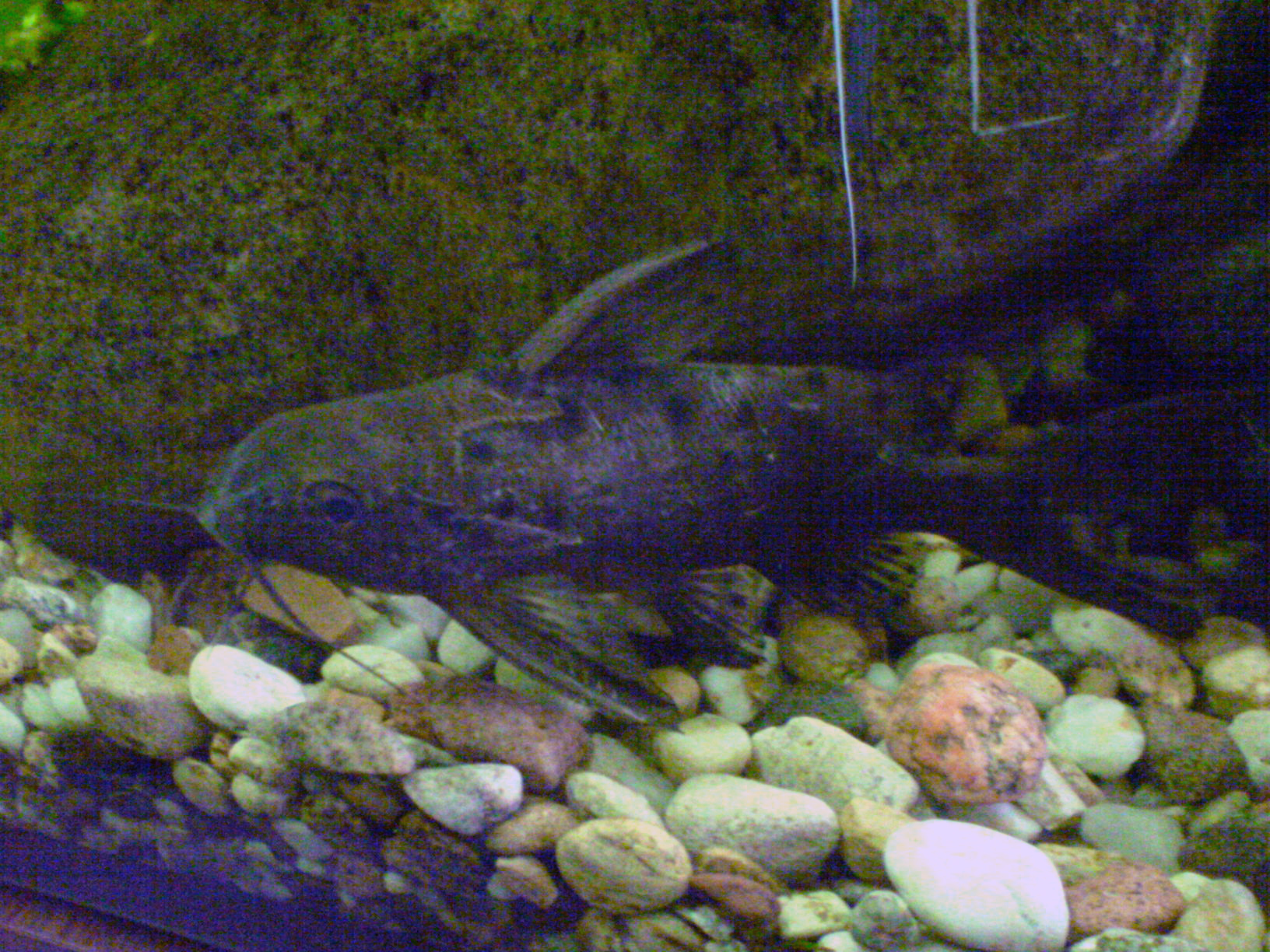
Synodontis ocellifer

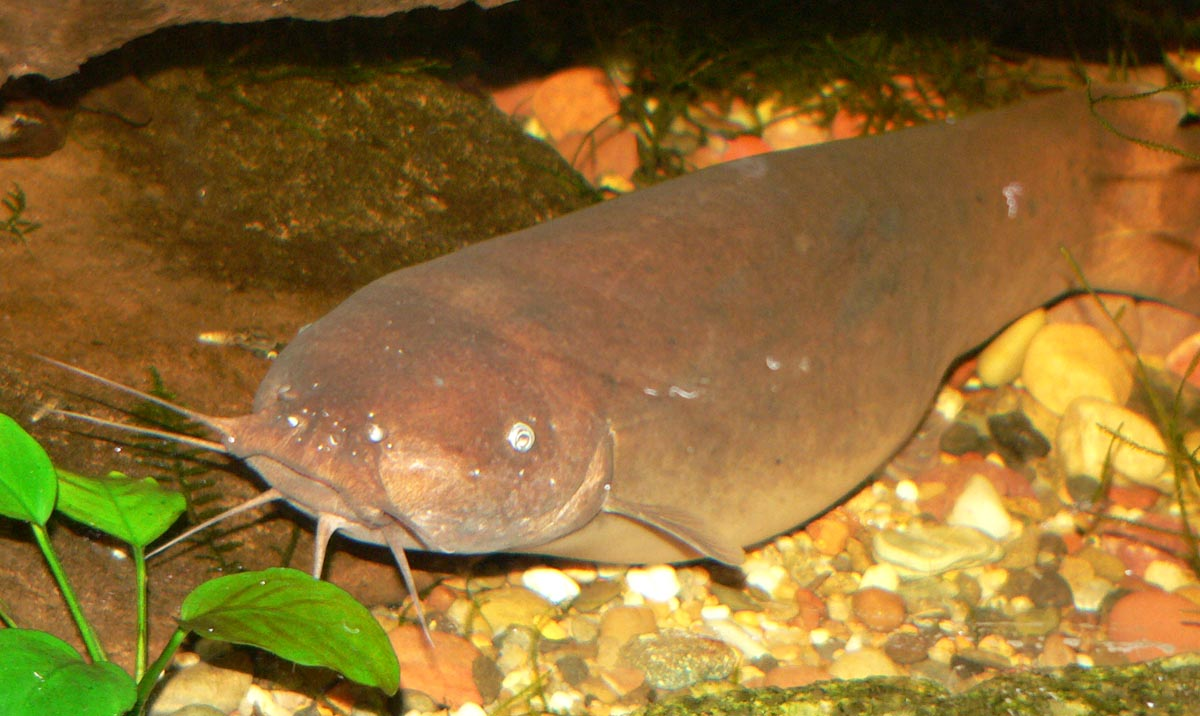
Peix gat elèctric (Malapterurus electricus)

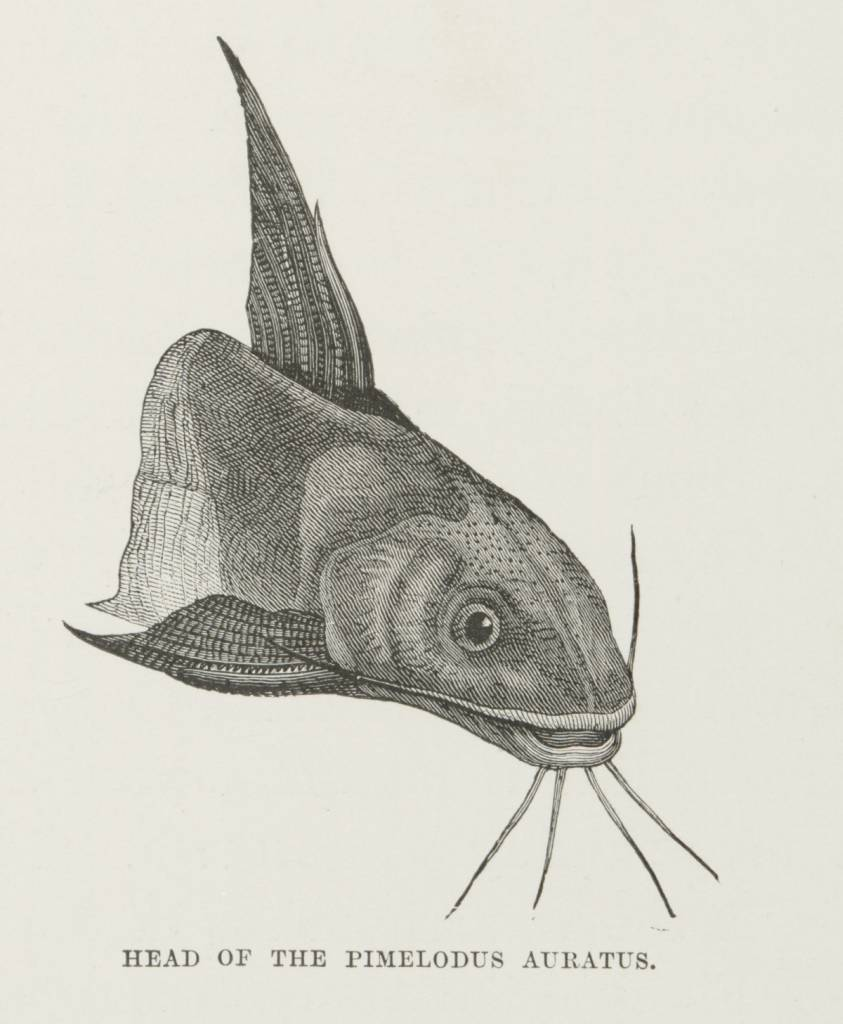
Chrysichthys auratus

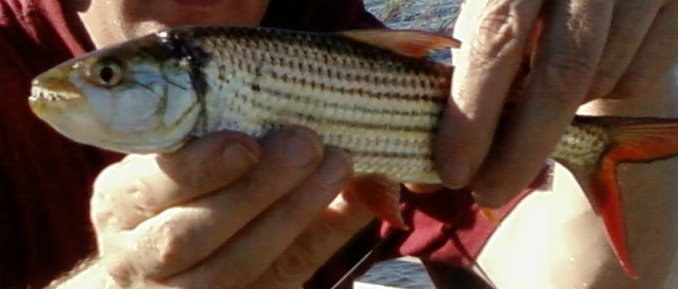
Hydrocynus vittatus

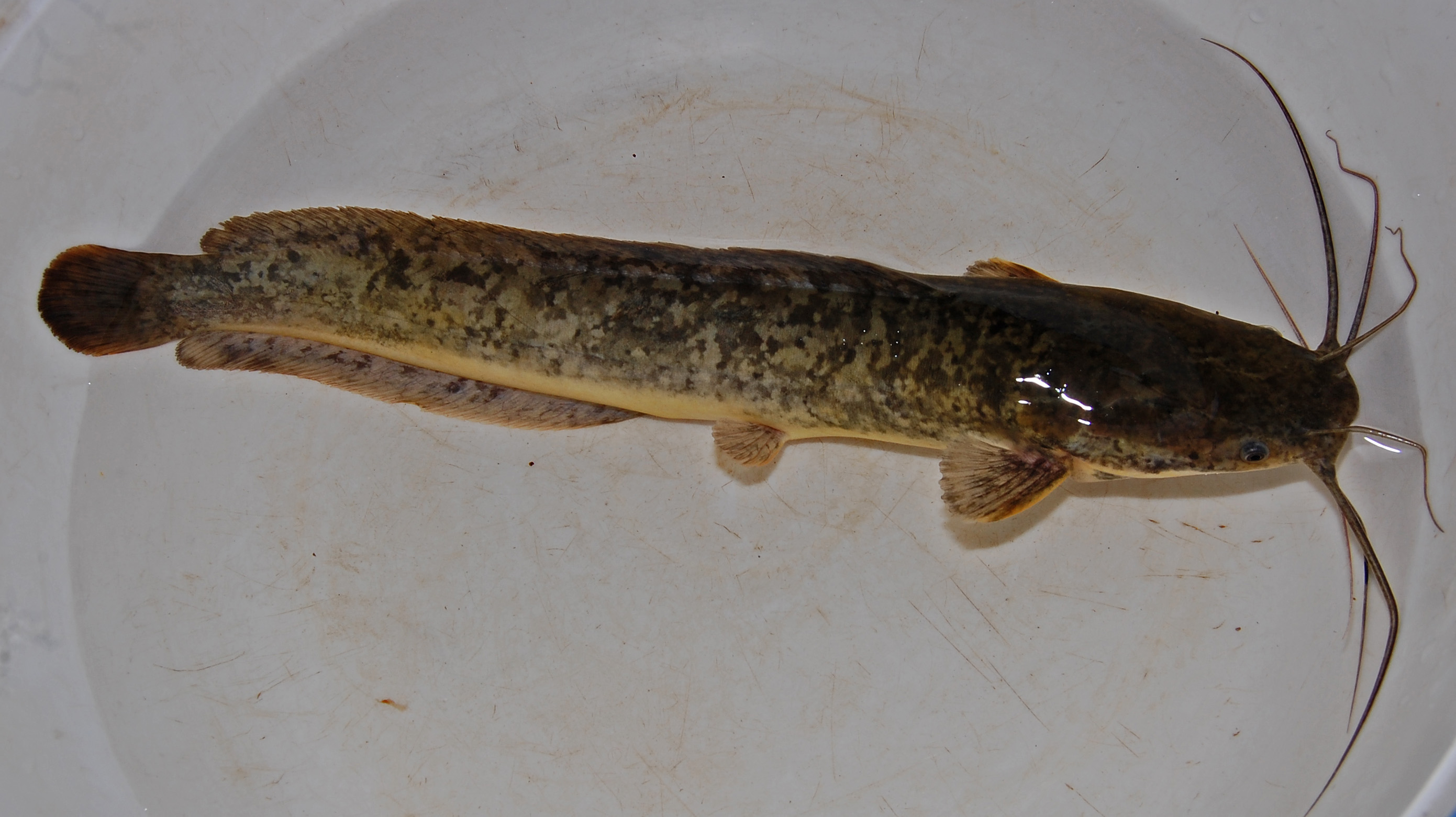
Clarias gariepinus

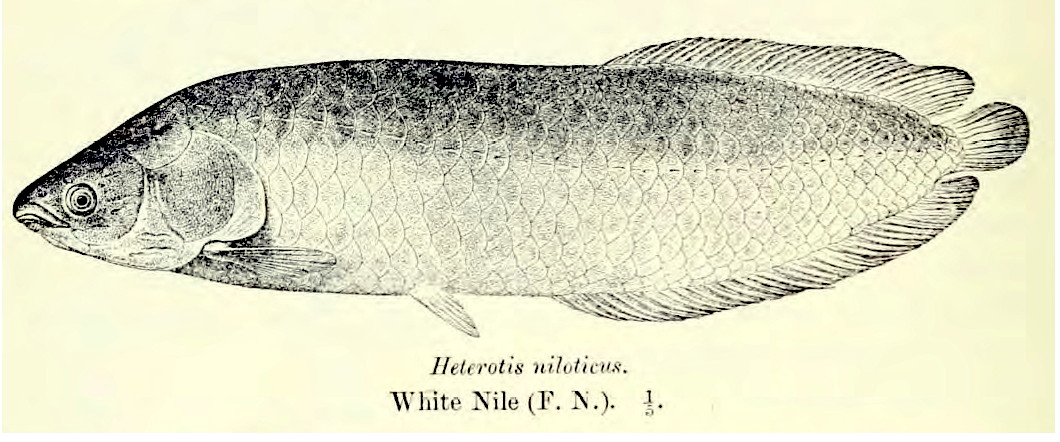
Heterotis niloticus (il·lustració del 1909)

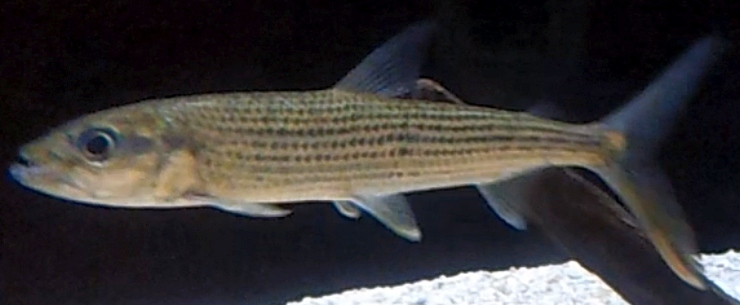
Hydrocynus forskahlii

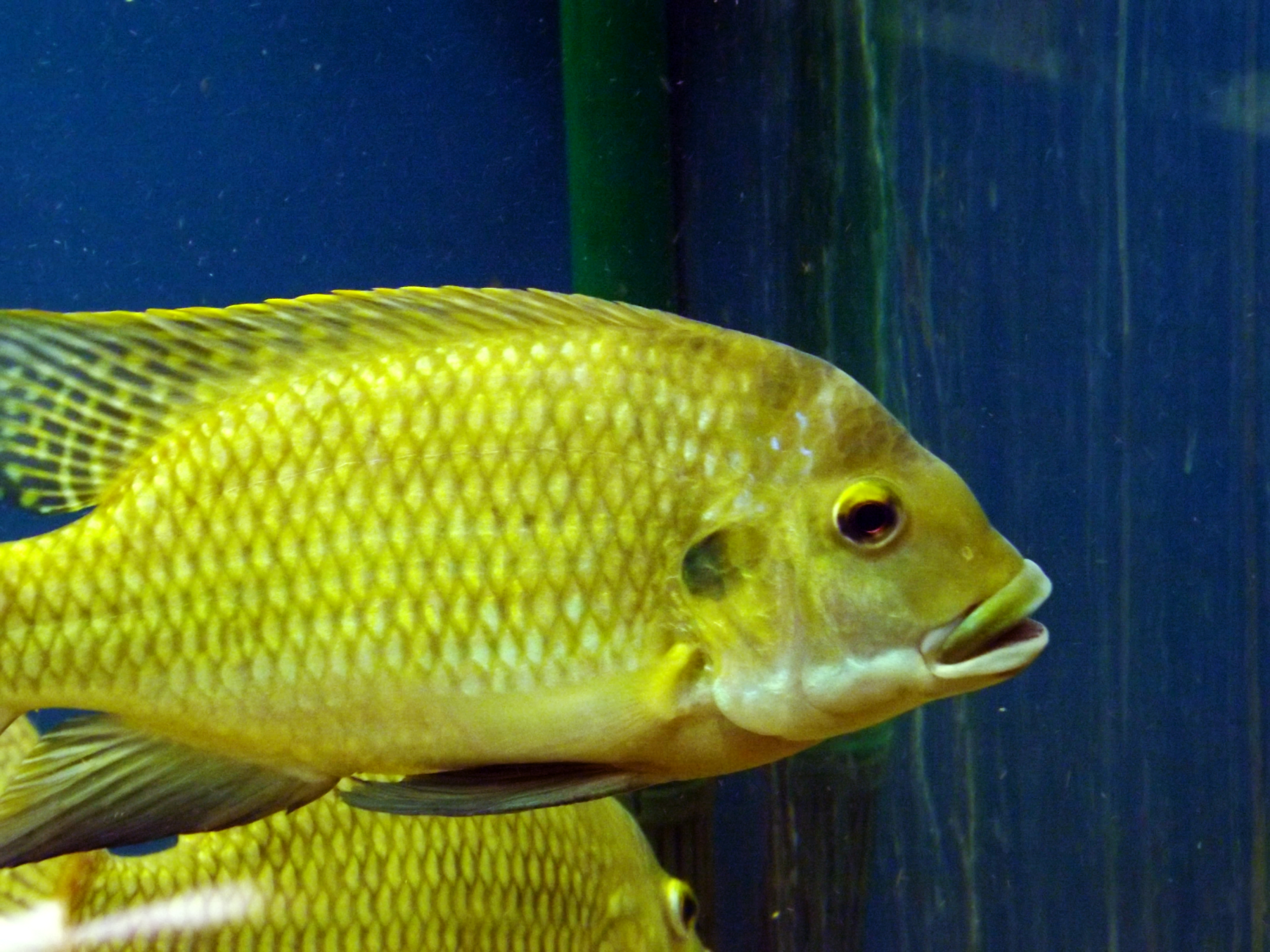
Tilapia zillii

Aquesta llista de peixos del Níger inclou 109 espècies de peixos que es poden trobar actualment al Níger ordenades per l'ordre alfabètic de llur nom científic.

## A
- Alestes dentex
- Aphyosemion calliurum
- Auchenoglanis occidentalis

## B
- Bagrus bajad
- Bagrus docmak
- Barbus ablabes
- Barbus baudoni
- Barbus callipterus
- Barbus eburneensis
- Barbus foutensis
- Barbus leonensis
- Barbus macinensis
- Barbus macrops
- Barbus nigeriensis
- Barbus perince
- Barbus pobeguini
- Barbus punctitaeniatus
- Barbus stigmatopygus
- Barbus sublineatus
- Brevimyrus niger
- Brienomyrus longianalis
- Brycinus leuciscus
- Brycinus macrolepidotus
- Brycinus nurse

## C
- Chiloglanis niloticus
- Chrysichthys auratus
- Chrysichthys nigrodigitatus
- Citharinops distichodoides
- Citharinus citharus
- Citharinus latus
- Clarias anguillaris
- Clarias gariepinus
- Clarotes laticeps
- Clypeobarbus hypsolepis
- Ctenopoma muriei
- Ctenopoma petherici

## D
- Distichodus engycephalus
- Distichodus rostratus

## E
- Epiplatys bifasciatus
- Epiplatys spilargyreius

## G
- Gymnarchus niloticus

## H
- Hemichromis fasciatus
- Heterobranchus bidorsalis
- Heterobranchus longifilis
- Heterotis niloticus
- Hippopotamyrus harringtoni
- Hippopotamyrus pictus
- Hippopotamyrus psittacus
- Hydrocynus brevis
- Hydrocynus forskahlii
- Hydrocynus vittatus
- Hyperopisus bebe

## L
- Labeo parvus
- Labeo senegalensis
- Laeviscutella dekimpei
- Lates niloticus
- Leptocypris niloticus

## M
- Malapterurus electricus
- Marcusenius abadii
- Marcusenius cyprinoides
- Marcusenius mento
- Mastacembelus loennbergii
- Micralestes elongatus
- Micralestes occidentalis
- Micropanchax pfaffi
- Mormyrops anguilloides
- Mormyrops caballus
- Mormyrus hasselquistii
- Mormyrus macrophthalmus
- Mormyrus rume

## N
- Nannocharax fasciatus
- Nannocharax occidentalis
- Nothobranchius thierryi

## O
- Odaxothrissa mento
- Opsaridium ubangiense
- Oreochromis aureus
- Oreochromis niloticus

## P
- Papyrocranus afer
- Parachanna obscura
- Parailia pellucida
- Pellonula leonensis
- Petrocephalus ansorgii
- Petrocephalus bane
- Petrocephalus bovei
- Petrocephalus pallidomaculatus
- Petrocephalus soudanensis
- Pollimyrus isidori
- Pollimyrus petricolus
- Polypterus senegalus
- Poropanchax normani
- Pronothobranchius kiyawensis
- Protopterus annectens

## R
- Rhabdalestes septentrionalis

## S
- Sarotherodon galilaeus
- Schilbe intermedius
- Schilbe mystus
- Sierrathrissa leonensis
- Siluranodon auritus
- Synodontis batensoda
- Synodontis clarias
- Synodontis filamentosus
- Synodontis membranaceus
- Synodontis nigrita
- Synodontis ocellifer
- Synodontis schall
- Synodontis sorex

## T
- Tetraodon lineatus
- Tilapia dageti
- Tilapia zillii[1]